# Spirontocaris
Genre
Le genre Spirontocaris, de la famille des Hippolytidae, regroupe différentes espèces de crevettes.

## Liste des espèces
- Spirontocaris affinis (Owen, 1866)
- Spirontocaris arcuata M. J. Rathbun, 1902
- Spirontocaris bispinosa
- Spirontocaris cranchi
- Spirontocaris dalli M. J. Rathbun, 1902
- Spirontocaris gurjanovae
- Spirontocaris holmesi Holthuis, 1947
- Spirontocaris lamellicornis (Dana, 1852)
- Spirontocaris lilljeborgii (Danielssen, 1859) - Bouc épineux - Friendly blade shrimp
- Spirontocaris macrodonta
- Spirontocaris murdochi M. J. Rathbun, 1902
- Spirontocaris ochotensis (Brandt, 1851)
- Spirontocaris phippsii (Krøyer, 1841)
- Spirontocaris prionota (Stimpson, 1864)
- Spirontocaris pusiola
- Spirontocaris sica M. J. Rathbun, 1902
- Spirontocaris snyderi M. J. Rathbun, 1902
- Spirontocaris spinus (Sowerby, 1805) - Bouc perroquet - Parrot shrimp
- Spirontocaris truncata M. J. Rathbun, 1902